# Liona Boyd
Liona Boyd   (Londres, 11 de juliol de 1949) és una guitarrista clàssica anglesa sovint coneguda com a la Primera Dama de la Guitarra.

## Carrera musical
Boyd va néixer a Londres i va créixer a Toronto. El seu pare va créixer a Bilbao, Espanya, i la seva mare a Stoke-on-Trent, Anglaterra. La seva àvia era de Linares, Espanya, bressol del "rei de la guitarra clàssica", Andrés Segovia. Durant el primer dels seus dos viatges oceànics que va fer la seva família al Canadà, va fer la seva actuació debutant tocant "Bluebells of Scotland" en una gravadora de sols en un talent show al vaixell.
Quan tenia tretze anys, li van regalar la primera guitarra, un regal de Nadal que els seus pares havien comprat a Espanya set anys abans. Va prendre classes d'Eli Kassner, Narciso Yepes, Alirio Díaz, Julian Bream i Andrés Segovia. Boyd es va llicenciar en música a la Universitat de Toronto el 1972 i es va graduar amb honors. Després de graduar-se, va estudiar en privat durant dos anys amb Alexandre Lagoya a París.

## Interpretació
El 1975 va actuar al "Carnegie Hall" de Nova York. Andrés Segovia li va enviar una nota que deia 
| « | <"a través de la vostra bellesa i talent conquistareu el públic, filharmònic o no".> | » |

 Durant el mateix any, va recórrer el nord de la Colúmbia Britànica i el Yukon. També va fer una gira com a telonera del cantant de folk canadenc Gordon Lightfoot.

## Enregistraments
El 1974, Boyd va llançar el seu àlbum debut, The Guitar. Va ser produït per Eleanor Koldofsky i va ser llançat per "Boot Records". El disc va ser distribuït internacionalment per "London Records". El 1976, Boyd es va unir a "Society of Composers, Authors and Music Publishers of Canada" i va fundar la seva pròpia empresa editora, "Mid-Continental Music". El 1989, el seu àlbum Christmas Dreams va aparèixer a la llista RPM 100 Top Albums. Fins ara té tres àlbums de platí i quatre d'or al Canadà.
Des del 2018, ha enregistrat 26 àlbums d'estudi, ha realitzat una gravació en directe des de Tòquio, ha creat més de 25 videoclips i ha produït tres enregistraments recopilatoris. Durant la seva carrera, Boyd ha enregistrat amb Chet Atkins, Eric Clapton, Al Di Meola, Rik Emmett, David Gilmour, Alex Lifeson, Steve Morse, el canadenc Brass, André Gagnon, Yo Yo Ma, Frank Mills, Strunz & Farah, Roger Whittaker, Gheorghe Zamfir, Pavlo, Jesse Cook i Olivia Newton-John.

## Vida personal
El 1988, "Stoddard Publishing" de Toronto, Canadà, va publicar l'autobiografia de Boyd In My Own Key: My Life in Love and Music. En ella va revelar el seu romanç de vuit anys amb l'ex primer ministre canadenc Pierre Trudeau. El 1992, Boyd es va traslladar a "Beverly Hills", Califòrnia, on es va casar amb John B. Simon, un promotor immobiliari.
Després d'un diagnòstic de distonia focal del músic després del llançament de Camino Latino, Boyd es va veure obligada a canviar la manera de tocar la guitarra. Es va reinventar desenvolupant les seves habilitats de composició i cant i tocant arranjaments de guitarra menys exigents.
Després de divorciar-se el 2004, es va traslladar a Miami i va començar un duo de guitarra amb Srdjan Gjivoje. El 2007 es va traslladar a New Canaan, Connecticut, per fer un disc amb ell anomenat Liona Boyd Sings Songs of Love. Posteriorment van fer una gira junts. Va publicar un àlbum de la nova era titulat Seven Journeys, que va ser coescrit amb el seu productor Peter Bond. El 2010, va viure una vegada més a Califòrnia. El 2011, va comprar una casa a Palm Beach, Florida, però es va establir a Toronto, on va gravar 3 àlbums més produïts per Peter Bond. Ella i l'acompanyant Michael Savona van fer una gran gira per Canadà. El 2016, Liona va formar un nou duet de gira amb Andrew Dolson.
L'agost de 2017, Dundurn Press va reeditar les primeres memòries de Boyd In My Own Key i va publicar les seves segones memòries, No Remedy for Love. El 2017, Liona va filmar "Una fantasia d'hivern", un especial de Nadal en directe que es va emetre el desembre del 2018 a diverses emissores de PBS, inclosa la WNED-TV a Buffalo, Nova York. El 2018, "Blackstone Publishing" va publicar un audiollibre de Liona llegint la seva autobiografia In My Own Key.

## Premis i distincions
- Artista instrumental de l'any, premis Juno, cinc vegades
- Galeria dels Grans, Revista Guitar Player
- Músic de l'any de la guitarra clàssica, guitarrista, cinc vegades
- Ordre del Canadà, 1982
- Ordre d'Ontario, 1991
- Premi Vanier, 1978
- Prix Esprit du Ciècle[12]
- Diamond Jubilee Award, 2013
- JoAnn Falletta Achievement Lifetime Achievement, 2018
- Premi a la vida al Museu Nacional de la Guitarra, 2019